# New Model Army (banda)
New Model Army é uma banda de rock inglesa, formada na cidade de Bradford, em West Yorkshire, em 1980. O grupo faz parte originalmente do movimento pós-punk inglês, passando depois para a corrente alternativa do rock. Seus sucessos em destaque estão as canções "51st state", "Purity", "White Coats" entre outros.

## Discografia
- Vengeance (1984)
- No Rest for the Wicked (1985)
- The Ghost of Cain (1986)
- Thunder and Consolation (1989)
- Impurity (1990)
- The Love of Hopeless Causes (1993)
- Strange Brotherhood (1998)
- Eight (2000)
- Carnival (2005)
- High (2007)
- Today Is a Good Day (2009)
- Between Dog and Wolf (2013)
- Between Wine and Blood (2014)
- Winter (2016)
- From Here (2019)
- Unbroken (2024)